# Desmiphora venosa
Desmiphora venosa là một loài bọ cánh cứng trong họ Cerambycidae.